# Crocodylus halli
Crocodylus halli — вид крокодилів з родини крокодилових (Crocodylidae). Відкритий у 2019 році.

## Поширення
Ендемік Нової Гвінеї. Поширений в південній частині острова.

## Таксономія
Раніше вид вважався окремою популяцією близькоспорідненого крокодила новогвінейського (C. novaeguineae). У 2019 науковці зробили генетичний та морфологічний аналіз, що підтвердив самостійнйсть виду. Ймовірно C. halli розійшовся з C. novaeguineae 3-8 млн років, коли утворилося Центральне нагір'я Нової Гвніеї, яке розділило крокодилів на північну та південну популяцію.

## Опис
Тіло завдовжки понад 3 м. Основні відмінності від новогвінейських крокодилів знаходяться в пропорціях і будові черепів, які досліджували на зразках з колекції музею Філда. Самки виводять потомство протягом сезону дощів в Новій Гвінеї (листопад — квітень), на відміну від C. novaeguineae, період розмноження якого ближче до кінця сухого сезону (липень — листопад). Крім того, C. halli кладуть яйця більші, ніж C. novaeguineae.